# Flashback (film, 2021)
Pour les articles homonymes, voir Flashback (homonymie).
Pour plus de détails, voir Fiche technique et Distribution.
Flashback est un téléfilm français réalisé par Caroline Vigneaux, sorti en 2021 sur Prime Video.

## Synopsis
Charlie, une avocate surdouée, cynique et narcissique, fait la connaissance d’Hubert, un chauffeur de taxi hors du commun qui va l’embarquer dans une course dans les couloirs du temps.
Lors de ce voyage, elle va croiser la route de celles qui se sont battues pour les droits des femmes et être le témoin d’événements historiques qu’elle n’aurait jamais dû oublier.
Pour sortir de cette boucle temporelle, elle devra comprendre quel est son rôle en tant que femme dans la société et apprendre à aider celles dont la voix n’est pas entendue, encore aujourd’hui.

## Fiche technique
Sauf indication contraire, les informations mentionnées dans cette section peuvent être confirmées par la base de données cinématographiques IMDb,  présente dans la section « Liens externes ».
- Titre original : Flashback
- Réalisation : Caroline Vigneaux
- Scénario : Caroline Vigneaux et Yaël Langmann
- Photographie : Vincent Mathias
- Montage : Frédérique Olszak
- Musique : Maxime Desprez et Michaël Tordjman
- Production : Alain Goldman
- Société de production : Légende productions
- Société de distribution : Amazon Prime
- Budget : n/a
- Pays d'origine :  France
- Langue originale : français
- Format : couleur
- Genre : comédie
- Durée : 90 minutes
- Date de sortie : 11 novembre 2021 sur Prime Video

## Distribution
- Caroline Vigneaux : Charlie
- Suzanne Clément : George Sand
- Sylvie Testud : Olympe de Gouges
- Sophia Aram : Gisèle Halimi
- Emy LTR : Jeanne d'Arc
- Gad Elmaleh :	Maximilien de Robespierre
- Lannick Gautry : Nicolas de Condorcet
- Florent Peyre : Napoléon Bonaparte
- Bruno Solo : Aristide Briand
- Lison Daniel : Marie Curie
- Issa Doumbia : Hubert
- Julien Pestel : Bertrand
- Irène Ismaïloff : Odile
- Aurélie Konaté : Noémie
- Marion Creusvaux : Françoise
- Gabriel Dermidjian : Abbé Cauchon
- Guy de Tonquédec : gendarme guichet
- Michel Bompoil : maître Hasting
- Alain Bouzigues : directeur de banque
- Quentin Baillot : président Club J
- François Bureloup : grand-Père de Charlie
- Chicandier : chauffeur de charrette
- Barbara Bolotner : bagnarde
- Aurélia Poirier : bagnarde

## Autour du téléfilm
- Lorsque Charlie se retrouve en 1982 et qu’elle cherche dans la bibliothèque ce qu'il advient d'Olympe de Gouges et de Nicolas de Condorcet, on peut remarquer, au début du plan, un livre qui dépasse légèrement d’une étagère sur la droite de l’écran. Il s’agit d’un ouvrage sur Alfred Hitchcock, ce qui n’est pas un hasard car la fin du plan utilise un effet de caméra bien particulier : le travelling contrarié, plus communément appelé « Effet Vertigo » du nom d’origine du film Sueurs Froides de 1958 où Hitchcock l’utilisa pour la première fois de l'Histoire. De plus, ce type de clin d'oeil - le caméo - était une autre spécialité du Maître du suspense. Cependant, si la couverture de cette biographie rédigée par Patrick McGilligan a pour elle de faciliter la reconnaissance d’Hitchcock par le spectateur, sa silhouette se détachant bien sur le fond rose, son emploi reste anachronique puisque le livre ne sortira que 20 ans plus tard[2].